# The Force (film)
Pour les articles homonymes, voir The Force et The Force (homonymie).
Pour plus de détails, voir Fiche technique et Distribution.
The Force est un film américain de Mark Rosman sorti en 1994. Il met en vedette l'acteur Jason Gedrick.

## Synopsis
Gary Hudson interprète Steave, un policier qui tente de résoudre le meurtre de son amie une prostituée, Coral Wilson. Il finit par être battu à mort avec une barre de fer. Son âme finit par pénétrer dans le corps d'un policier interprété par Jason Gedrick, aussi il tente de se venger et faire triompher la justice.

## Fiche technique
- Titre original : The Force
- Réalisation : Mark Rosman
- Scénario : Randall Frakes et Steve Kallaugher
- Musique : Louis Febre
- Montage : Jacques Haitkin
- Photographie : Julian Semilian
- Sociétés de distribution : HP Productions Inc.
- Pays de production : États-Unis
- Durée : 94 minutes
- Date de sortie : 
  - États-Unis : 10 aout 1994

## Distribution
- Jason Gedrick : Cal Warner
- Kim Delaney : Sarah Flynn
- Gary Hudson : Steave Flynn
- Jarrett Lennon : Kyle Flynn
- Cyndi Pass : Erin
- Dennis Lipscomb : Sykes
- Lyman Ward : Maddox
- Christopher Kriesa : Brooks
- Gerald Anthony: Nick
- Aki Aleong : Dr. Shin
- Susie Singer Carter : Sarita
- Yasmine Bleeth : Coral Wilson
- India Allen : policière